# Jikulumessu
Jikulumessu: Abre o Olho é uma telenovela angolana produzida pela Semba Comunicação  e estreou em Angola à 20 de outubro de 2014 a 10 de maio de 2015, com um total de 175 capítulos, às 21 horas.
Foi escrita por Coréon Dú, Alexandre Castro, Isilda Hurst, Divaldo Martins, Ana Sofia Fernandes, Andreia, Vicente Martins, Erikson Pacheco Rodrigues, Joana Jorge, Luisa Sampaio, Noé João e Pedro Barbosa da Silva e teve direção de Marisa Tavares.
No Brasil, foi exibida pela TV Brasil de 25 de maio de 2017 a 9 de novembro de 2017, no horário das 20:30.
Esta produção angolana internacionalmente premiada já foi também transmitida em toda a África com traduções para as línguas inglesa e francesa através de canais como Canal+ e Africa Magic, bem como transmissões em França e seus territórios através dos canais da France Telévisions.

## História
Tudo começa em 1998, com Joel Kapala, de 17 anos. O jovem dá entrada num dos colégios mais conceituados de Luanda de forma a completar os estudos pré-universitários, o que provocará conflitos entre a família Kapala, tendo o rapaz de seu lado a mãe, Laura Kapala, e como opositor, o pai, Ivo Kapala (dono de uma oficina de automóveis).
No colégio, Joel é vitima de bullying, levando o jovem a jurar que um dia se irá vingar. Este será o mote para uma história que envolverá ódio, amor e traição.

## Prêmios
| Ano  | Prémio                           | Categoria                           | Resultado |
| ---- | -------------------------------- | ----------------------------------- | --------- |
| 2015 | Seoul International Drama Awards | Melhor Série Dramática              | Aumento   |
| 2015 | Emmy Internacional               | Melhor Telenovela                   | Indicado  |
| 2017 | FESPACO                          | Melhor Série de Televisão em Africa | Indicado  |
| 2017 | Écrans noirs                     | Melhor Série de TV                  | Indicado  |

## Elenco
| Personagem        | Ator / Atriz                         |
| ----------------- | ------------------------------------ |
| Joel Kapala       | Fernando Mailoge / Borges Macula     |
| Djamila Pereira   | Sandra Gomes / Heloísa Jorge         |
| Ivo Kapala        | Eric Santos                          |
| Laura Kapala      | Ana Karina                           |
| Nina Kapala       | Nicole Júlio / Canícia               |
| Ruth Kapala       | Érica Chissapa                       |
| Jordão Kapala     | Mateus Cabaça                        |
| Bruno Maieco      | Celso Roberto                        |
| Roberto Cabral    | Ery Costa                            |
| Maria Cabral      | Josefa Ferraz                        |
| Elisa Cabral      | Constância Lopes                     |
| Lemba Cabral      | Carla Aragão / Edusa Chindecasse     |
| Nzola Cabral      | Ana Almeida                          |
| Nayr Cange        | Grace Mendes                         |
| Gerson Kapala     | Rafael Almeida / Lialzio Almeida     |
| José Loca         | Orlando Sérgio                       |
| Flor Loca         | Sónia Neves                          |
| Vanessa Loca      | Filomena Reis / Henesse Cacoma       |
| Daniel Nambe      | Kiary Carneiro                       |
| Ana Nambe         | Edna Gama                            |
| Carlos Nambe      | Rui Orlando / Pedro Hossi            |
| Bianca Nambe      | Yaritssa Resende / Marta Faial       |
| Walter Nambe      | Miguel Hurst                         |
| Soraia Nambe      | Isabel Silva                         |
| Emanuel Kiala     | Daniel Martinho                      |
| Jurema Kiala      | Isalina Gonçalves                    |
| Gregório Kiala    | João Chaves / Fredy Costa            |
| Pedro Kiala       | Xavier António / Yuri de Sousa       |
| Rui Paca          | MacGonel                             |
| Elena Paca        | Dinamene Boornois                    |
| Sara Paca         | Elisângela Gomes / Maura Faial       |
| Margarita Estevão | Maueza Monteiro                      |
| Felipe Estevão    | Lélis Twevekamba                     |
| Weza Estevão      | Sofia Buco                           |
| William Costa     | Délcio Rodrigues / Emanuelson Manuel |
| Celso Capita      | Joel Benoliel                        |
| Bento Machado     | Kitemgo Kunga                        |
| Priscila Silva    | Jesuina Silva                        |
| Nuno Nassoma      | Joicelino Bembo / Jaime Joaquim      |
| Hilário Nakombe   | Adelino Caracol                      |
| Paulo Almeida     | Sílvio Nascimento                    |
| Cândida Pereira   | Ilda Costa                           |
| Kleyde Miranda    | Henza Benchimol / Maya Zuda          |
| Sheila Gaspar     | Vanda Pedro                          |
| Cláudia Rodrigues | Lesliana Pereira                     |
| Lao Kim           | Jani Zhao                            |

## Exibição internacional
| País     | Emissora          | Título                    |
| -------- | ----------------- | ------------------------- |
| Angola   | TPA Internacional | Jikulumessu - Abre O Olho |
| Portugal | RTP1              | Jikulumessu - Abre O Olho |
| Brasil   | TV Brasil         | Jikulumessu               |
| França   | A+                | Jikulumessu               |
| Nigéria  | Africa Magic      | Jikulumessu               |

- Uma produção Semba Comunicação*

## Curiosidades
- Tânia Burity confirmou a sua presença nesta novela em entrevista a uma revista, revelando que a sua personagem era prostituta. Contudo, a Semba, produtora da novela, desmentiu a participação da veterana atriz.[8]
- A TPA decidiu suspender a novela durante uma semana devido à exibição de um beijo homossexual. Esta televisão estatal alegou "problemas técnicos" pela suspensão da novela, mas ficou subentendido que a suspensão teve como base a pressão ou até mesmo retaliação política política de alguns membros mais conservadores no governo angolano e alguns grupos religiosos. A telenovela voltou a ser exibida uma semana mais tarde após varias petições do público via redes sociais e contacto directo à estação questionando o porquê da suspensão da novela.
- Em seu primeiro episódio, a novela recebeu várias críticas devido à pouca qualidade técnica. Suslov Marcelino, da página Fama News, fez a seguinte observação na coluna Mundo da TV: "‬Jikulumessu é inferior a ‪Windeck‬ em todos aspectos. Com imagens de principiante, interpretação dos atores novatos e veteranos foi de lastimar. Salva-se apenas ‪Celso Roberto,‬ que conseguiu convencer. A música de abertura foi um equívoco colocar na novela, e toda trilha. A abertura da novela parece um trabalho de principiante. O casal protagonista não convenceu e não teve química alguma. Numa novela, a estreia tem que ser surpreendente, no caso teve longe disso em todos os aspectos, algo que ‪#Jikulumessu‬ esteve longe. Os incontáveis clichês pairavam o primeiro capítulo."
- A novela estreou em Portugal no dia 26 de maio, na RTP 1.[9]
- A novela também estreou no Brasil em 25 de maio de 2017, numa quinta-feira em horário nobre, na TV Brasil.[10]